# Vladimir Safronov
Vladimir Safronov (en russe : Владимир Константинович Сафронов, transcription française : Vladimir Konstantinovitch Safronov) est un boxeur soviétique né le 29 décembre 1934 à Irkoutsk et mort le 26 décembre 1979 à Moscou.

## Carrière
Champion olympique des poids plumes aux Jeux de Melbourne en 1956 après sa victoire en finale contre le boxeur britannique Thomas Nicholls, il remporte également la médaille de bronze aux championnats d'Europe de Prague en 1957.

## Parcours auxJeux olympiques
Jeux olympiques d'été de 1956 à Melbourne (poids plumes) :
- bat Agostino Cossia (Italie) aux points,
- bat Andre de Souza (France) aux points,
- bat Henryk Niedzwiedzki (Pologne) aux points,
- bat Thomas Nicholls (Grande-Bretagne) aux points.